# Appletiser
Appletiser (un jeu de mots sur "appetizer /apéritif ") est un jus de fruit pétillant créé en 1966 par l'immigrant franco-italien Edmond Lombardi installé à Elgin Valley dans la province du Cap-Occidental en Afrique du Sud qui a mélangé du jus de fruit avec de l'eau gazeuse. Depuis 2016, c'est une marque de la Coca-Cola Company.
L'Appletiser est principalement vendu sur son marché domestique d'Afrique du Sud, mais la marque est exportée vers plus de 20 autres pays, y compris la Communauté de développement de l'Afrique australe (SADC), ainsi que le Royaume-Uni, la Belgique, l' Espagne, le Japon, Hong Kong, l'Australie et la Nouvelle-Zélande.

## Histoire
En 1966 par l'immigrant franco-italien Edmond Lombardi installé à Elgin Valley dans la province du Cap-Occidental en Afrique du Sud mélange du jus de fruit avec de l'eau gazeuse et baptise le produit Appletiser.
Les exportations ont commencé en 1969 vers deux archipels : les îles Canaries ( Espagne ) et le Japon. 
En 1979, la Coca-Cola Company achète une participation de 50% dans la société Appletiser.
En 1981, deux variantes sont lancées sont le nom Grapetiser, rouge et blanche. 
En 1982, Appletiser est lancé au Royaume-Uni sous le nom de "Appletise" en raison des plaintes des propriétaires de la marque de boissons gazeuses Tizer. En 2001, après de longues négociations avec la société AG Barr, producteur de Tizer, le «r» a été ajouté à la marque britannique pour permettre d'uniformiser la marque à l'international. 
En 2016, SABMiller vend la marque Appletiser à la Coca-Cola Company, et les marques Tiser sont désormais fabriquées sous licence par la société Appletiser South Africa (ASA), filiale de l'embouteilleur Coca-Cola Beverages South Africa (CCBSA ).
En février 2019, la Coca-Cola European Partners annonce une gamme Appletiser Spritzer disponible au Royaume-Uni en mars en trois parfums Pomme-citron vert, Pomme-Orange sanguine et Pomme-Fruit de la passion.

## Ingrédients
A des fins d'exportation et pour l'hors saison, le jus est concentré en extrayant l'arôme et l'eau, concentré qui peut ensuite être stocké dans des chambres froides. En Afrique du Sud, le jus est filtré puis immédiatement mis en bouteille, sans ajout d'eau. Le concentré peut ensuite être converti en jus en ajoutant l'eau et l'arôme concentré dans les proportions d'origine.
L'appletiser et le Grapetiser ne contiennent ni sucre ni colorant ajoutés et sont disponibles en bouteilles de 750 ml, 250 ml (Royaume-Uni), 150 ml, 275 ml, 330 ml, 350 ml et 1,25 l.  La gamme Appletiser Colors, Rose et Ambre, contient 80% de jus de fruits et 20% d'eau et est disponible en conditionnements de 350 ml et 1,25l.[réf. nécessaire]